# 極道戦争 武闘派
『極道戦争 武闘派』（ごくどうせんそう ぶとうは）は、1991年公開の日本映画。監督：中島貞夫。主演：中井貴一。配給：東映。
福岡・博多を舞台に、2つのヤクザ組織の抗争および、一方の組織の内部分裂に巻き込まれた2人の男の悲劇を描いたヤクザ映画。九州で起きた実際の抗争事件である山道抗争が物語のモデルとされる。
松山千春の映画初出演作品である。松山はこの作品の演技で第15回日本アカデミー賞の優秀助演男優賞、新人俳優賞を受賞した。

## ストーリー
九州の新興組織・神崎会は、傘下団体の笠井組組員・勝司に、ある小都市の抵抗勢力・箕輪組の組長を暗殺させる。勝司の幼なじみで黒岩組に所属する誠が運転手として手伝う。勝司がすべての罪をかぶって服役している間に、誠は出世し、自身の子分を持つ立場となる。
神崎会は博多に娯楽施設を建設する計画を持つドリーム社の依頼を受け、土地の買収に乗り出す。そこは神崎会と対立する城戸組の縄張りであり、両者の抗争が激化する。その間、神崎会会長の神崎が病に倒れ、指令系統が混乱。その隙に関東の組織・海東会の深沢が、黒岩組組長・黒岩を懐柔。そのために会は、城戸組との共栄のため手打ちを図る黒岩の派閥が主流派となり、抗争の完遂を求める笠井組は孤立していく。黒岩の意向を守る誠は、笠井組の中でも特に好戦的な勝司に、動きを慎むよう命じる。
勝司はおさまらず、かつての誠の子分でカタギとなっていた長一を巻き込み、北九州で大量の武器を購入し、ひそかにアジトに運び入れようとしたが、張り込んでいた警察に追われ、カーチェイスの果てに長一を死なせてしまう。知らせを聞いた誠は勝司と絶交する。
ある夜、笠井組組長・笠井が路上で何者かに射殺される。城戸組のしわざと合点して怒り狂った勝司は、城戸組組長・城戸の暗殺を進言するが、会の権力を握った黒岩にはねつけられ、さらに笠井組ごと破門される。勝司は城戸を襲撃するべく独断で城戸組の事務所ビルに向かって発砲。城戸組傘下の鶴木組組長・鶴木が倒され、城戸との会談のために襲撃現場に居合わせた神崎会幹部たちも怪我を負う。メンツを潰された黒岩は、幹部の持丸を通じ、誠に勝司の暗殺を命じる。誠は葛藤の末、勝司を探し出し、射殺する。
笠井暗殺の実行犯は元箕輪組の組員・波多野で、黒岩の命を受けた中堅組員・梅崎の差し金だった。秘密を守るため、梅崎は子分を使って波多野を消す。現場に居合わせ、辛くも逃げてきた波多野の恋人・夏絵の報告を受けた誠は、自身が黒岩に利用されたことをさとる。誠は勝司の形見のマシンガンを持って黒岩組と城戸組の兄弟盃の儀式に乱入。黒岩を射殺し、自身も返り討ちを浴びる。勝司と誠の幼なじみ・冴子は、2人の遺骨を持って故郷の壱岐島へ帰るため、博多港からフェリーに乗った。

## キャスト
- 衣笠誠（黒岩組組員）：中井貴一
- 笠井高次（笠井組組長）：千葉真一
- 貴島冴子（誠・勝司の幼なじみ）：増田恵子
- 夏絵（波多野の恋人）：永島暎子
- 本城美幸（長一の婚約者）：立花理佐
- 入江長一（誠の子分→花火職人）：奥村雄大
- 鶴木次郎（鶴木組組長）：ジョニー大倉
- 梅崎徹（黒岩組組員）：内藤剛志
- 杉倉（ドリーム社重役）：三上真一郎
- 宮西正剛（刑事）：稲川淳二
- 岩佐憲義（笠井組若頭）：成瀬正孝
- 神崎会幹部：市川好郎
- 箕輪組組長：睦五朗
- 小金丸弘（冴子の店のボーイ）：乃木涼介
- 誠の子分：小泉雄司
- 神崎会幹部：野口貴史

◇
- 神崎忠虎（神崎会会長）：丹波哲郎（特別出演）[2]

◇
- 美幸の祖父（花火職人）：河合絃司
- 緒方（県会議員）：小林昭男
- 武器ブローカー：澤田浩二
- 神崎会幹部：五十嵐義弘
- 冴子の店のボーイ：タンクロー
- クラブの支配人：リリアン
- 箕輪組組員：木谷邦臣、白井滋郎
- 鶴木組幹部：司裕介

◇
- ナレーター：原田大二郎
- 深沢巌（海東会理事長）：中尾彬
- 城戸健介（城戸組組長）：品川隆二
- 持丸宗男（黒岩組若頭）：綿引勝彦
- 波多野省三（ヒットマン）：火野正平
- 黒岩彦一（黒岩組組長）：西岡徳馬
- 大東勝司（笠井組組員）：松山千春

## スタッフ
- 監督：中島貞夫
- 製作：俊藤浩滋、高岩淡
- 企画：佐藤雅夫
- プロデューサー：厨子稔雄
- 原作：斯波道男
- 脚色：杉山義法
- 脚本：大津一瑯
- 撮影：仙元誠三
- 美術：野尻均
- 照明：渡辺三雄
- 録音：堀池美夫
- 編集：玉木濬夫
- 助監督（チーフ）：藤原敏之
- 記録：森村幸子
- 整音：荒川輝彦
- 装置：増田道清
- 装飾：極並浩史
- 背景：西村三郎
- 衣裳：山本光延
- 美粧：田渕恵子
- 結髪：山田真佐子

- 助監督：林稔充、岡田彰仁、藤岡浩二郎
- 撮影助手：境哲也、細井淳一、岩崎登、山内匡、村上喜代美
- 美術助手：秋好泰海、後藤雄一郎
- 照明助手：小野晃、牧野千文、青木浩、長澤博人、新谷卓也、井上真吾
- 録音助手：松陰信彦、日比和久
- 音響効果：永田稔
- 編集助手：永井靖子、寿野俊之
- 装置助手：平始
- 装飾助手：辻俊安、大橋豊
- 衣裳助手：宮川信男
- 進行：尾崎隆夫
- 擬斗：上野隆三
- スタイリスト：笠本ゑり子、篠塚奈美
- 刺青：毛利清二
- 方言指導：橋本尚朋
- カースタント：高橋レーシングチーム
- 火薬効果：ブロンコ
- 劇用車：小野順一
- 演技事務：寺内文夫
- 宣伝：茂木俊衛、大西弘行、稲本千香
- 製作宣伝：丸国艦
- スチール：中山健司
- プロデューサー補：小柳憲子
- キャスティング：葛原隆康

- 音楽：大谷幸
- 音楽プロデューサー：高桑忠男
- 音楽製作：東映音楽出版株式会社
- 主題歌：松山千春「純 -愛する者たちへ-」（アルファレコード）
- 監修：安田雅企
- 進行主任：野口忠志
- 衣裳協力：HISHIYA、E FIERA、yin&yang、G.KLIMT COLLECTION、JIN ABE、MASATOMO MA・JI、MEN'S TENORAS KAZUHIKO YATABE、TAKEZO for men、ABUU、株式会社ティーラ・ベント[3]、Pas De Chat、CONCENT、Spheine f.、DOMON、PASHU、baira、ワコール、Karna Indah、barrique CO,LTD.、なんば愛染蔵、マスダ増、株式会社クイーボ、MURAI、ABISTE、ローレライ、L'UOMO DI CLIO
- 撮影協力：京都醍醐プラザホテル、株式会社國友銃砲火薬店、SAGAダイヤモンド社、医療機器総合商社 株式会社三笑堂、日本光電工業株式会社、パラマウントベッド株式会社、株式会社セントラルユニ、亀岡商工会議所、九州郵船株式会社、舞鶴倉庫、割烹伊勢勝、京料理一茶、旭光学工業株式会社、サンプラザ、東映京都美術センター
- 企画協力：藤映像コーポレーション